# Michael Turner (giocatore di football americano)
Michael 'The Burner' Turner (North Chicago, 13 febbraio 1982) è un ex giocatore di football americano statunitense che ha giocato nel ruolo di running back nella National Football League. Fu scelto nel corso del quinto giro (154º assoluto) del Draft NFL 2004 dai San Diego Chargers. Al college giocò a football alla Northern Illinois University.

## Carriera professionistica

### San Diego Chargers
Turner fu scelto nel corso del quinto giro del Draft 2004 dai San Diego Chargers. Nella sua stagione da rookie giocò principalmente come membro degli special team ma partì come titolare e corse 87 yard nella gara finale della stagione contro i Kansas City Chiefs.
Turner trascorse nuovamente la maggior parte della stagione 2005 in panchina come riserva della stella della squadra LaDainian Tomlinson. Nella gara del 18 dicembre contro gli imbattuti Indianapolis Colts però, Turner uscì dalla panchina e corse 113 yard, compreso un touchdown da 83 che diede la vittoria a San Diego.
Dopo la stagione 2006, il general manager dei Chargers A.J. Smith che la squadra avrebbe voluto scambiare Turner in cambio di una scelta del primo e del terzo giro del draft. Alla fine, un giorno dopo il termine del draft NFL 2007, A.J. Smith affermò che Michael Turner sarebbe rimasto con la squadra nella stagione 2007 e che non avrebbe accettato altre offerte dalle squadre della NFL per il giocatore.
Il 26 aprile 2007, Turner firmò un contratto annuale di 2,35 milioni di dollari coi Chargers dopo essere diventato un restricted free agent
.
Il 13 gennaio 2008, Turner si impose all'attenzione del pubblico per aver sostituito efficacemente il titolare dei Chargers Tomlinson nel divisional round dei playoff della AFC contro gli Indianapolis Colts, guadagnando 71 yard su 17 possessi, comprese diverse corse chiave per l'andamento della partita.

### Atlanta Falcons
Il 2 marzo 2008, gli Atlanta Falcons fecero firmare a Turner un contratto di sei anni del valore di 34,5 milioni di dollari, di cui 15 milioni garantiti.

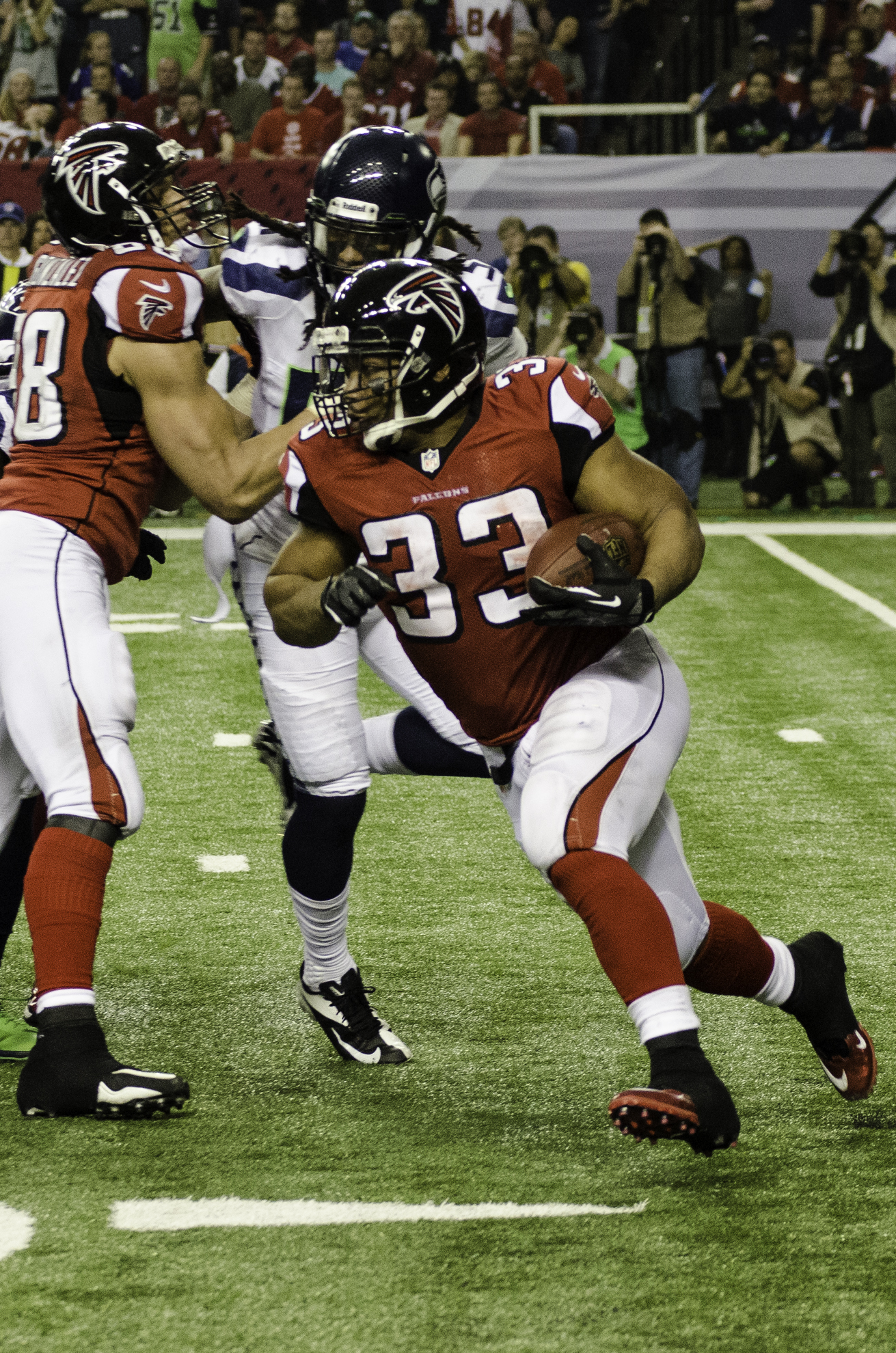
Turner nei playoff 2012-2013 contro i Seattle Seahawks.

Nella sua gara di debutto coi Falcons, Turner superò il record di franchigia di Atlanta contro i Detroit Lions il 7 settembre 2008, correndo 220 yard su 22 possessi e segnando 2 touchdown. Le sue 220 yard contro i Lions furono la terza prestazione della storia nella gara di apertura della stagione dietro le 250 yard di O.J. Simpson nel 1973 e le 231 yard di Arian Foster nel 2010, inoltre esse sono il maggior numero di yard corse da un giocatore al debutto con una nuova squadra superando le 202 yard di Gerald Riggs il 2 settembre 1984. Casualmente, Turner divenne il primo giocatore dei Falcons a vincere il premio di miglior giocatore offensivo della settimana proprio da Riggs in quella gara del 1984. Il 23 novembre 2008, Michael stabilì il proprio primato personale segnando 4 touchdown su corsa nella vittoria sui Carolina Panthers, in cui corse un totale di 117 yard. I suoi 17 touchdown su corsa nella stagione 2008 divennero il nuovo record di franchigia degli Atlanta Falcons superando i 14 di Jamal Anderson nel 1998, oltre ad essere il secondo massimo nella storia della NFL nella prima stagione di un giocatore con una nuova franchigia dopo i 18 di Eric Dickerson. Egli terminò la stagione con 1.699 yard corse (4,5 di media). Fu il primo giocatore dei Falcons a iniziare e finire la stagione con una gara da oltre 200 yard (220 contro Detroit nella 1 e 208 contro i St. Louis Rams nella settimana 17). Per queste su prestazioni, il 16 dicembre 2008, Turner fu convocato per il suo primo Pro Bowl insieme al compagno di squadra Roddy White e fu inserito nel First-Team All-Pro
Nella stagione 2009 a causa di un infortunio Turner giocò solo 11 partite, concludendo la sua unica stagione coi Falcons senza raggiungere quota mille yard.
Michael tornò a giocare tutte le gare nel 2010 correndo 1.371 yard e segnando 12 touchdown che gli fruttarono la seconda convocazione per il Pro Bowl in carriera come titolare della NFC e l'inserimento nel Second-Team All-Pro. I Falcons terminarono col miglior record della lega (13-3) ma vennero eliminati nei playoff dai futuri vincitori del Super Bowl, i Green Bay Packers.
Il 1º gennaio 2012, Michael Turner superò il primato di franchigia di Gerald Riggs per touchdown su corsa segnati in carriera ad Atlanta contro i Tampa Bay Buccaneers. Turner segnò due 2 touchdown su corsa portando il suo totale come Falcon a 50. In totale quella stagione corse 1.340 yard e segnò 11 touchdown. A fine stagione, Lynch fu votato all'88º posto nella NFL Top 100, l'annuale classifica dei migliori cento giocatori della stagione.
Con la vittoria sui Washington Redskins del 7 ottobre 2012, i Falcons partirono per la prima volta con un record di 5-0 in 46 anni di storia: Turner contribuì correndo 67 yard e segnando un touchdown.
Il 13 gennaio 2013, i Falcons vinsero nel divisional round dei playoff contro i Seattle Seahawks con Turner che terminò con 98 yard corse. La stagione dei Falcons si concluse la settimana successiva nella finale della NFC contro i San Francisco 49ers. Il 1º marzo 2013 fu svincolato dalla franchigia.

### Record di franchigia dei Falcons
- Maggior numero di touchdown su corsa in carriera (52)
- Maggior numero di touchdown su corsa in una stagione: 17 (2008)

## Vittorie e premi
- (2) Pro Bowl (2008, 2010)
- (2) All-Pro (2008, 2010)

## Statistiche
| Anno | Squadra            | Gare | Gare | Corse | Corse | Corse | Corse | Corse | Ricezioni | Ricezioni | Ricezioni | Ricezioni | Ricezioni | Fumble | Fumble |
| Anno | Squadra            | P    | PT   | Tent  | Yard  | Media | Media | TD    | Ric       | Yard      | Media     | max       | TD        | FUM    | Persi  |
| ---- | ------------------ | ---- | ---- | ----- | ----- | ----- | ----- | ----- | --------- | --------- | --------- | --------- | --------- | ------ | ------ |
| 2004 | San Diego Chargers | 14   | 1    | 20    | 104   | 5.2   | 30    | 0     | 4         | 8         | 2.0       | 7         | 0         | 1      | 1      |
| 2005 | San Diego Chargers | 16   | 0    | 57    | 335   | 5.9   | 83T   | 3     | 0         | 0         | 0.0       | 0         | 0         | 0      | 0      |
| 2006 | San Diego Chargers | 13   | 0    | 80    | 502   | 6.3   | 73    | 2     | 3         | 47        | 15.7      | 30        | 0         | 0      | 0      |
| 2007 | San Diego Chargers | 16   | 0    | 71    | 316   | 4.5   | 74T   | 1     | 4         | 16        | 4.0       | 12        | 0         | 1      | 1      |
| 2008 | Atlanta Falcons    | 16   | 16   | 376   | 1,699 | 4.5   | 70    | 17    | 6         | 41        | 6.8       | 18        | 0         | 3      | 2      |
| 2009 | Atlanta Falcons    | 11   | 11   | 178   | 871   | 4.9   | 58T   | 10    | 5         | 35        | 7.0       | 10        | 0         | 4      | 2      |
| 2010 | Atlanta Falcons    | 16   | 15   | 334   | 1,371 | 4.1   | 55    | 12    | 12        | 85        | 7.1       | 19        | 0         | 2      | 2      |
| 2011 | Atlanta Falcons    | 16   | 15   | 301   | 1,340 | 4.5   | 81T   | 11    | 17        | 168       | 9.9       | 32        | 0         | 3      | 2      |
| 2012 | Atlanta Falcons    | 16   | 16   | 222   | 800   | 3.6   | 43    | 10    | 19        | 128       | 6.7       | 60T       | 1         | 3      | 1      |
|      | Totale             | 134  | 74   | 1,639 | 7,338 | 4.5   | 83    | 66    | 70        | 528       | 7.5       | 60        | 1         | 17     | 11     |